# Sainte Rus'

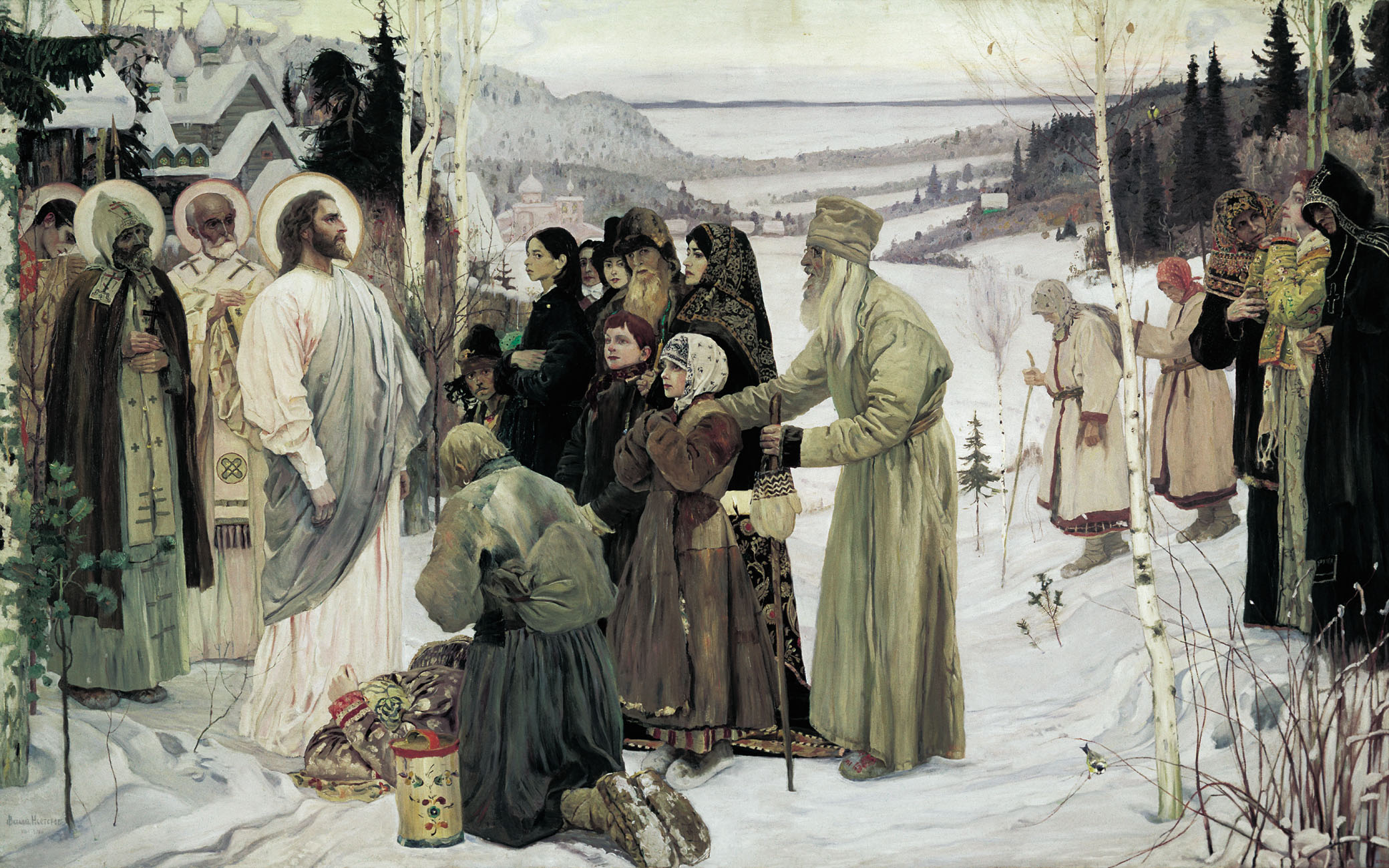
La Sainte Rus'. Tableau de Mikhaïl Nesterov, 1901—1906

La Sainte Rus' (en russe : Свята́я Русь), dans le folklore, la peinture et la littérature russes, dans le langage courant comme dans l'éloquence,,, est un concept ayant plusieurs significations. Il désigne la terre russe, choisie par Dieu pour son salut, et éclairée par la foi chrétienne, un espace métaphysique, l'union des chrétiens orthodoxes avec comme centre la Jérusalem céleste. Parmi les autres espaces, la Sainte Rus' ne se distingue pas par la géographie, ni par l'État qu'elle constitue, ni par une appartenance ethnique, mais par le christianisme orthodoxe.
Dans la vision du monde populaire, la Rus' temporelle est transformée en Rus' éternelle et immuable, en royaume du Christ, en Jérusalem céleste, en avenir brillant de l'humanité, en christianisme orthodoxe. Le peuple russe est considéré comme le peuple de la Sainte Rus', c'est-à-dire le peuple de Dieu. L'expression elle-même Sainte Rus' apparaît pour la première fois dans la littérature avec Maxime le Grec au milieu du XVIe siècle, mais dans les sources écrites et les milieux populaires sous une forme ou l'autre (que ce soit La Rus' céleste, La Rus' du Christ, La Rus' de Dieu, Le Royaume du Christ pour la Rus'), le concept était déjà connu avant cette date. La Sainte Rus' pouvait être synonyme de la terre de la Rus', l'État russe et son peuple, similaire à l'utilisation du concept de Terre sainte par rapport à Israël au Moyen-Orient. Ainsi Laurenti Tchernigovski (ru) conseillait à ses fidèles de se rappeler que « L'Ukraine, la Russie, la Biélorussie forment ensemble la Sainte Rus' ! », exprimant ainsi l'idée de la trinité des anciennes terres de la Rus', du peuple et de la société, l'idée d'une Rus' unie, terrestre et céleste à l'image des trois États modernes.
Selon Sergueï Averintsev, derrière ces termes Sainte Rus' et terre de la sainte Rus' ne se trouve pas d'idée nationale. La Sainte Rus' n'a pas de signe particulier lié à son emplacement. C'est une catégorie cosmique, qui comprend l'Éden de l'Ancien Testament, la Palestine historique des évangiles et le monde entier se trouvant sous le signe de la vrai foi, y compris le paradis.

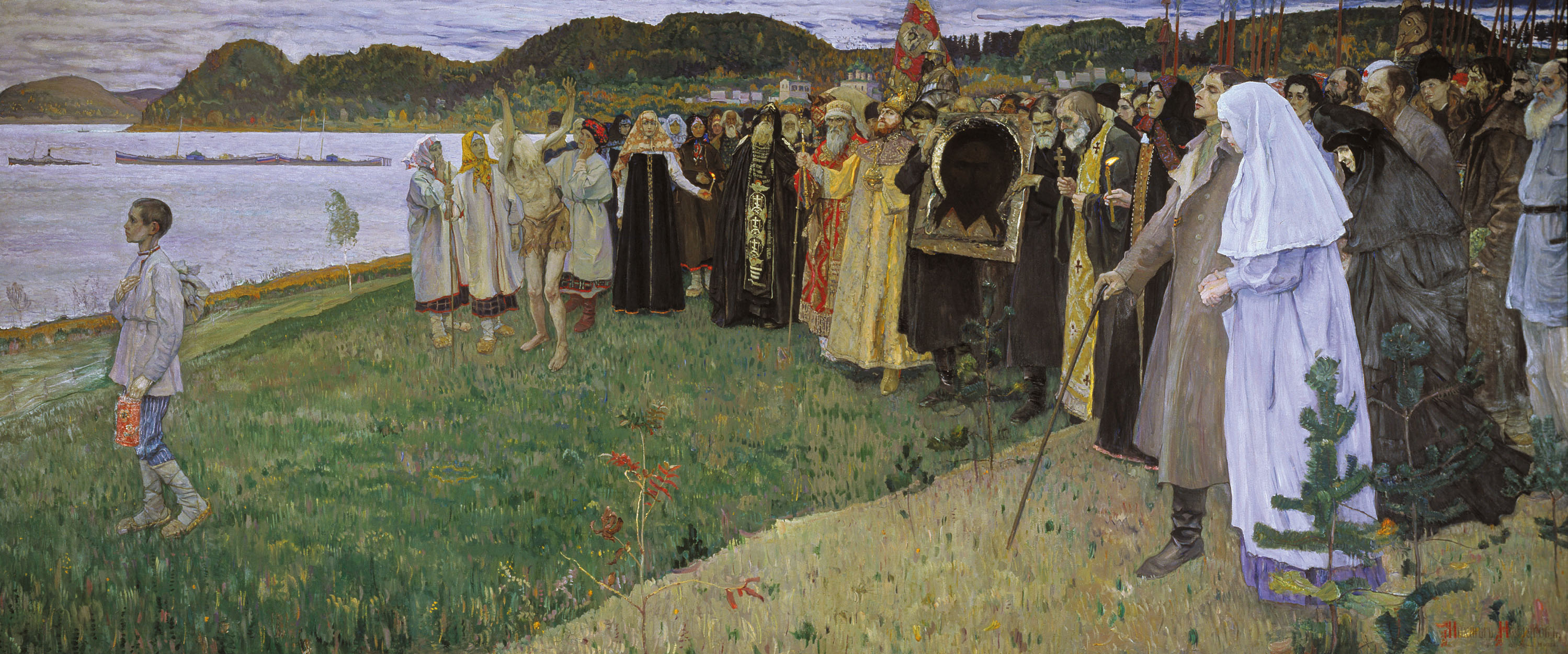
En Russie. L'Âme du peuple, tableau de Mikhaïl Nesterov, 1915—1916

## Histoire
Les représentations des pays se trouvant sous la protection divine sont largement répandues dans la mythologie et les religions.
La compréhension de la Rus' non seulement comme communauté ethnique, politique et religieuse et en tant qu'État mais aussi comme royaume du Christ dans l'Église orthodoxe, est décrite dès le début de l'histoire russe. Dans Parole sur la loi et sur la grâce (ru) qui date du milieu du XIe siècle, le futur métropolite de Kiev et de toute la Russie Hilarion appelle le peuple russe qui vient d'être baptisé nouveau. La perception du peuple, baptisé dans les "derniers temps" (c'est-à-dire avant le jugement dernier) comme nouveau et doté d'un grâce particulière était une caractéristique de la philosophie chrétienne de l'histoire. Le nouveau peuple a reçu une supériorité sur l'ancien, dont la loi (l'Ancien testament) s'est éloignée de l'histoire ancienne pour entrer dans la préhistoire de la nouvelle chrétienté. Déjà dans Parole sur la loi et sur la grâce, l'idée de la Rus' chrétienne est décrite en tant que nouvel Israël.

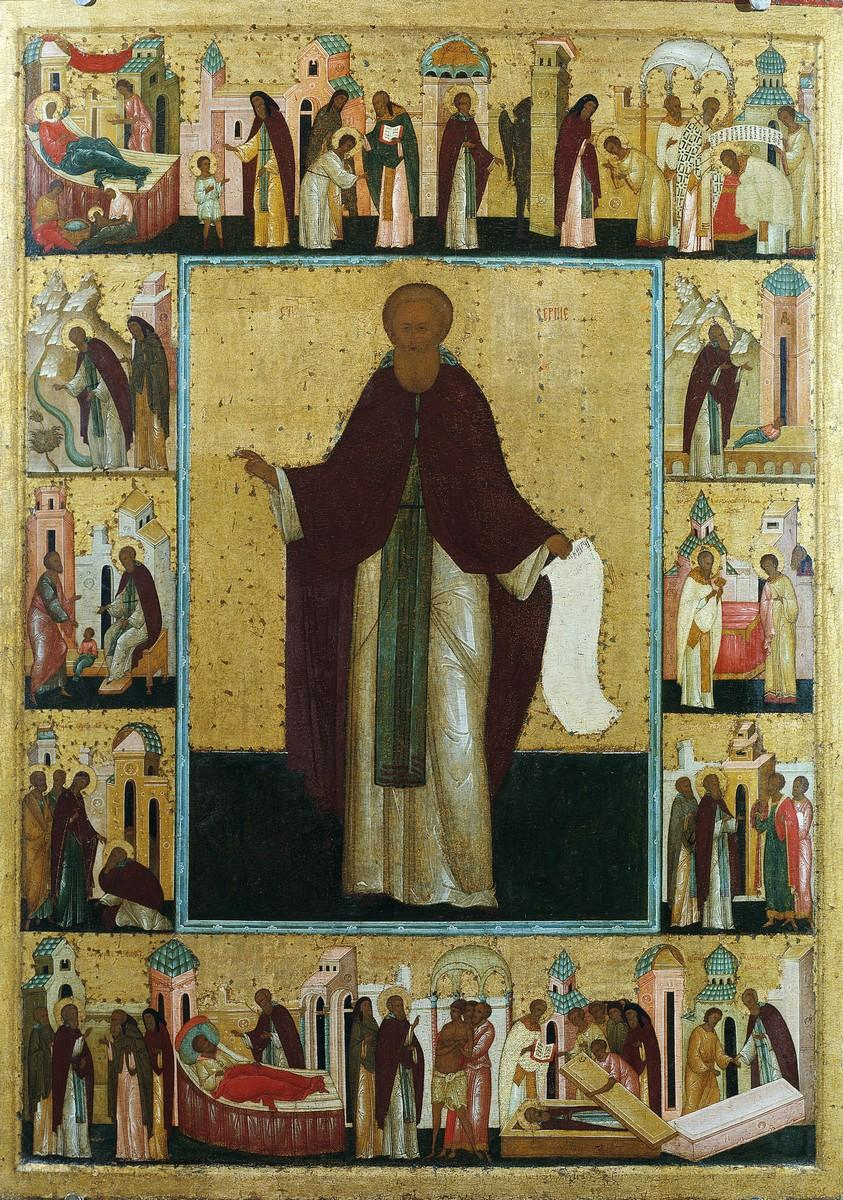
Vie de Saint Serge de Radonège, un des porte-parole et des défenseurs de la foi populaire dans la sainte Rus' en tant que Royaume de Dieu

L'époque du grand saint thaumaturge Serge de Radonège et de ses disciples représente une étape importante dans le développement de l'idée de la Sainte Rus'. Il exhorte le petit peuple à soutenir le prince Dmitri Donskoï à s'unir à lui pour se rassembler pour la Rus' et son peuple. Serge a explicitement ou implicitement fait appel à l'idée du paradis, de la Sainte Rus', du royaume du Christ, du royaume des aïeux, des saints et des justes, qui demeurera éternellement et dont la foi doit être conservée soigneusement et ne pas être laissée profanée par les ennemis. En outre, cette époque de Serge de Radonège est importante parce que grâce à lui la Laure de la Trinité-Saint-Serge est devenue un centre spirituel à proximité de Moscou faisant de cette dernière l'une des grandes villes saintes de la Russie au même titre que l'ancienne Kiev.
L'expression elle-même Sainte Rus' dans la littérature se trouve pour la première fois au milieu du XVIe siècle, dans les écrits de Maxime le Grec.
L'idée de Sainte Rus' a commencé à se faire entendre en même temps que celle de la Troisième Rome, c'est-à-dire l'idée du caractère sacré de la Rus' comme seule gardienne de la vrai foi chrétienne après la chute de l'Empire byzantin. Dans une des rédactions de l'épître du grand-prince Vassili III, à propos de la modification du signe de la croix et de la fornication, écrite vers 1524 par le moine du Monastère Éléazar, le starets Philothée de Pskov se trouve l'expression sainte et grande Rus'.
Dans la même épître sur la Troisième Rome, le starets Philotée s'adresse à Vassili III pour lui dire qu'après la chute de la première Rome puis de la deuxième il n'y aura plus qu'en Rus', que pour l'église, de la foi chrétienne orthodoxe, que brillera le soleil dans les cieux ; Et ta puissance règnera, roi pieux et tous les royaumes de la foi orthodoxe se réuniront sous ton autorité, et toi dans tous les cieux tu es le roi le plus saint et le plus sage. Le starets Philotée indique encore que la Rus' doit être à la hauteur de cette dénomination de sainte.
Le concept de Sainte Rus' apparaît en littérature russe dans les bylines et les poèmes d'inspiration spirituelle. Les héros russes des épopées et les défenseurs de la Russie dans la poésie sont souvent appelés russes de la lumière ou saints russes. Ils se battent non seulement pour leur terre natale, qui est la Sainte Rus' mais aussi pour la foi chrétienne. La Sainte Rus' dans la poésie porte en elle l'image du paradis, de Jérusalem, de la Palestine, de Constantinople, d'autres lieux saints de l'ancien Testament et du nouveau Testament et finalement des lieux saints de la Rus' elle-même qui font référence aux différents prototypes de saints. Le toponyme préféré de la poésie russe pour désigner la Sainte Rus' c'est Jérusalem. La chrétienté de la Russie est considérée comme le Nouvel Israël.
Un certain nombre de textes, surtout traitant du folklore, étendent le concept de Sainte Rus' à tout le territoire occupé par les chrétiens orthodoxes et qui se trouvent sous l'autorité du tsar. Ainsi, le livre Goloubinaïa (ru) recueil de poèmes religieux parmi les plus anciens, datant du premier quart du XVIIe siècle, décrit ainsi la Sainte Rus' :

« Sainte Rus' - mère de toutes les terres :

Sur elle, ils construisent des églises apostoliques;

Ils prient Dieu crucifié,

Le Christ lui-même, Roi des Cieux, —

C'est pourquoi la Sainte Rus' est la terre de toutes les terres, mère de toutes les terres. »

Dans d'autres fragments du livre Goloubinaïa, il apparaît que Jérusalem est le centre de la Sainte Rus'. Elle se présente comme un espace métaphysique, une union des chrétiens orthodoxes avec comme centre Jérusalem. Ce n'est ni la géographie, ni la science politique, ni l'appartenance ethnique qui détermine cet espace au milieu des autres, mais l'orthodoxie.
Très tôt, apparaît une opposition populaire à la Sainte Rus' et aux représentants pécheurs de la hiérarchie de l'Église orthodoxe, qui n'a pas toujours été reflétée dans les sources officielles pour des raisons évidentes mais a trouvé des partisans permanents dans les couches populaires de la population. Cette opposition populaire exprimait une compréhension différente de la foi en Dieu et au Christ de celle officielle, provenant des poèmes religieux, des chants, des contes, de la littérature.
À partir du XVIIe siècle, le concept de Sainte Rus' devient un élément de la culture populaire. La devise Dieu garde la Sainte Rus' ! est reproduite sur les bannières de la seconde milice de Kouzma Minine et Dmitri Pojarski qui libèrent Moscou des Polonais en 1612 et ont permis l'instauration de la dynastie des Romanov. Au XVIIe siècle, la Sainte Rus' et les héros de la Sainte Rus' sont mentionnés dans le récit du siège d'Azov (1641-1642).

### XIXesiècle-XXesiècle
Au début du XIXe siècle, le concept de Sainte Rus' a repris du souffle du fait de l'élan du patriotisme, des guerres napoléoniennes, de la publication des anciennes bylines et de poèmes religieux. L'hymne Pour le tsar, pour la Sainte Rus' ! était l'hymne de la milice de Moscou en 1812. À partir de Nikolaï Karamzine, Sainte Rus' est la dénomination la plus élevée pour désigner la patrie.
La Sainte Rus' est mentionnée par Alexandre Pouchkine dans la tragédie Boris Godounov en 1825 dans le monologue du fils de Kourbski et dans le roman historique Le Nègre de Pierre le Grand en 1827 par un des défenseurs de la période qui a précédé Pierre le Grand. C'est ainsi que la Sainte Rus' est limitée : elle date d'avant Pierre le Grand, c'est la Rus' moscovite, séparée de tout ce qui lui est étranger et qui entraîne confusion et destruction.
À la fin des années 1830, au début des années 1840, le terme Sainte Rus' est associé à une attitude négative vis-à-vis de ceux qui sont passés au-delà de la portée de sa signification. Nikolaï Iazykov (1803—1847), dans son pamphlet Au Nenachim de 1844, stigmatise l'occidentalisme. La Sainte Rus' est ici, la Russie et tout ce qui renforce l'existence d'une puissance, le pouvoir, l'autocratie. Dans le manifeste de l'empereur Nicolas Ier, publié en 1848 à propos de la Révolution française de 1848, on peut lire: « Selon l'exemple chéri de nos ancêtres orthodoxes, appelant l'aide de Dieu tout puissant, Nous sommes prêts à rencontrer Nos ennemis, où qu'ils se présentent sans respecter l'alliance indissoluble avec Notre Sainte Russie et à défendre l'honneur du nom de Russie et l'intangibilité de Nos frontières ». Le poème de Piotr Viazemski Sainte Rus' de 1848 contient ces lignes : « Comment à cette époque de colère, tu m'es douce Saint Rus' !» et cet appel : « Et devant les hommes et devant Dieu, Sois sainte, Sainte Rus' ! ». La Sainte Rus', fidèle au trône, à l'histoire, à sa langue et à ses traditions, sans être soumise aux influences occidentales, a été perçue comme un roc salvateur et inébranlable dans la mer déchaînée des révolutions occidentales. Viazemski considère le concept de Sainte Rus' comme une responsabilité en soi pour la défense de la foi : « Non dans la gloire, non dans l'honneur, simplement à la table du peuple, Notre patrie Rus' a été appelée sainte. Mais pour l'édifier dans la responsabilité et dans la loi. Pour sauver les acquis antérieurs, la peur de Dieu, l'amour et la flamme de la vrai foi ».
Se tournent activement vers la Sainte Rus' au XIXe siècle et au XXe siècle, les slavophiles, le potchvennitchestvo et les russophiles de Galicie. Constantin Aksakov considérait que la Russie était la seule à porter l'orthodoxie dans le passé, le présent et l'avenir. Dans son ouvrage, Sur les principes essentiels de l'histoire russe, il écrit : « Selon les mérites, le vrai chemin de la foi et le faux chemin ont été donnés le premier à la Russie et le second à L'Occident ». Le choix de Dieu résulte d'une prérogative nationale et ethnique, si bien que les traits du sacré se retrouvent dans la vie même du peuple russe. Dans son ouvrage Sur l'histoire russe, Aksakov écrit que les Russes sont « un peuple chrétien non seulement par leur confession mais aussi par leur vie ». Au caractère religieux de la sainteté s'ajoute quelque chose de sacré : l'histoire russe a le sens d'une confession mondiale, elle peut « être lue comme la vie des saints » (selon les notes d'Aksakov). La signification de la sainteté ethnique est peu à peu devenue la dominante dans le concept de Sainte Rus'.
Vassili Joukovski écrivait :

« L'expression 'Sainte Rus' répond à l'ensemble de notre histoire particulière ; c'est le nom porté par la Russie depuis son baptême; mais sa signification profonde elle l'a acquis à l'époque de la fragmentation du territoire en fiefs, … quand le grand-duché était formé de nombreux petits qui dépendaient du grand, et lorsque tout cela a été réunis en un seul ensemble, dans la Rus' et non pas dans la Russie, ce n'était pas un État mais une famille où tous avaient une patrie, une foi, une langue, une mémoire et une tradition ; voilà pourquoi même dans les conflits les plus sanglants, quand il n'y avait pas encore de Russie, quand chaque prince se battait contre les autres pour son territoire, il existait déjà pour tous une Sainte Rus' vivante et indivisible. »

Au début du XXe siècle, l'expression Sainte Rus' se retrouve dans les hymnes. Ainsi en 1918, Boris Touraïev professeur à l'université d'État de Saint-Pétersbourg et l'hiéromoine Afanassi introduisent pour le service liturgique de tous les saints, le stichère fort connu : « Sainte Rus', gardez la foi orthodoxe ! ».

### Période post-soviétique
À l'époque soviétique, l'expression Sainte Rus' a été retirée du langage public pour des raisons idéologiques.
L'Église orthodoxe russe utilise activement le concept de Sainte Rus' dans sa lutte pour maintenir un seul espace canonique orthodoxe. Ainsi le patriarche de Moscou et de toutes les Russies Cyrille de Moscou à propos du concept du monde de la Russie a répété à plusieurs reprises que «Russie, Ukraine et Biélorussie c'est la Sainte Rus' ! ».
Selon le métropolite Hilarion (Kapral) :

« En tant que fils et filles de l'Église orthodoxe russe, nous sommes tous citoyens de la Sainte Rus'. Quand nous parlons de la Sainte Rus', nous ne l'entendons pas par là la fédération de Russie ou toute autre forme de société civile, mais ce style de vie, que nous ont transmis à travers les siècles ces grands saints de la terre russe, comme les princes Vladimir Ier et Olga de Kiev, les vénérables Serge de Radonège, Job Potchaievski, Séraphin de Sarov et, plus proches de nous, les millions de nouveaux martyrs et confesseurs du XXe s. (en). Ces saints sont nos ancêtres, et nous devons leur demander de nous apprendre à professer la foi avec courage, même si nous courons le risque d'être persécutés. Il n'y a rien de particulier à demander à s'appeler Russes : pour être vraiment russe, il faut avant tout, devenir orthodoxe, et en outre, pratiquants, comme l'étaient nos ancêtres qui ont créé la Sainte Rus'! »

D'autre part, le célèbre théologien métropolite Johan Snytchiov (ru) estimait que la Sainte Rus' ne pouvait pas être comprise comme un concept géographique, dans la mesure où c'est un lieu, « où s'accomplit le sacrement de la construction de la maison du salut de l'humanité ». La Sainte Rus' c'est l'endroit où viennent Marie et Georges de Lydda.

## Débat sur l'Ukraine
Le concept de la Sainte Rus' a reçu une nouvelle signification dans le cadre du débat entre l'Église orthodoxe russe et le patriarcat œcuménique de Constantinople à propos de la question des droits canoniques sur le territoire de l'Ukraine. Le Patriarcat de Constantinople part du principe que l'Ukraine est sur son territoire canonique, et qu'il a donc le droit d'accorder l'indépendance à l'église ukrainienne. Moscou utilise comme argument le fait que l'Ukraine est un territoire canonique de l'Église orthodoxe russe. Comme argument en sa faveur, le patriarcat de Moscou utilise aussi le concept de la Sainte Rus'.
Dans le cadre des projets du patriarche de Constantinople Bartholomée Ier de Constantinople, d'établir une Église autocéphale, l'Église orthodoxe ukrainienne, la patriarche de Moscou Cyrille fait référence au concept de la Sainte Rus':

Il n'est pas possible de briser l'unité spirituelle de la Sainte Rus'. Si jamais cela arrivait un jour on ne sait pas ce qui arrivera à l'Église orthodoxe, parce que c'est l'unité spirituelle de la Sainte Rus' qui empêche beaucoup de gens d'adorer la mal.

Le patriarche de Constantinople Bartholomé stigmatise l'illégalité des prétentions de Moscou en matière de primauté canonique sur le territoire de l'Ukraine à partir du milieu du XVIIe siècle,,, lorsque la patriarcat de Constantinople a transféré la gestion de la métropole de Kiev au pouvoir de l'église russe. Actuellement l'église de Constantinople estime que Moscou n'a pas reçu de droit de propriété sur le territoire des actuelles Ukraine, Biélorussie, Lituanie et Pologne mais seulement quelques pouvoirs pour administrer, pour gérer la vie de l'église. Ultérieurement, selon la position actuelle de l'église de Constantinople, les conditions de ce transfert partiel de pouvoirs ont été violées par Moscou et les territoires sous son administration ont été annexés par l'église russe:

Le décret qui a proclamé le patriarcat de Moscou, n'attribue pas l'actuelle région de la métropole de Kiev à la juridiction de Moscou… Les interventions non canoniques dans les affaires de Kiev, auxquelles Moscou a parfois eu recours et la tolérance du patriarcat œcuménique durant les années précédentes ne justifient aucune violation du statut de la métropole de Kiev.